# Wijdemeren
Wijdemeren (anhörenⓘ) ist eine am 1. Januar 2002 entstandene Gemeinde in der niederländischen Provinz Nordholland. Sie umfasst die ehemaligen Gemeinden
- Loosdrecht, mit den Dörfern Oud- und Nieuw-Loosdrecht
- ’s-Graveland, mit den Dörfern ’s-Graveland und Kortenhoef
- Nederhorst den Berg, mit den Dörfern Nederhorst den Berg und Ankeveen.

## Lage und Wirtschaft
Die Gemeinde liegt westlich von Hilversum und südöstlich von Amsterdam. Haupterwerbsquellen sind die Landwirtschaft und der Tourismus.

## Sehenswürdigkeiten
Die Gemeinde ist bei Natur- und Wassersportfreunden sehr beliebt. Bei Loosdrecht gibt es die Seen „Loosdrechtsche Plassen“, wo viel gesegelt wird. Im Sommer gibt es viele Ereignisse für die Touristen, u. a. eine abendliche Gondelfahrt und einige Segelregatten.
Auch bei Ankeveen gibt es Seen, die „Ankeveense Plassen“; diese sind weitgehend Vogelschutzgebiet und für Touristen nicht zugänglich.
Alle diese Seen dieses Niedermoorgebietes sind im 17. bis 19. Jahrhundert durch Torfabbau entstanden.
’s-Graveland ist ein malerisches Dorf, durch dessen Mitte ein Kanal fließt. Das gilt auch für Kortenhoef, wo ab 1870 Maler ihre Kunst ausgeübt haben.
Bei ’s-Graveland liegt eine Reihe im 17. und 18. Jahrhundert von reichen Holländern angelegter Landsitze. Davon sind „Trompenburgh“, das der Familie Tromp gehört hat, und „Schaep en Burgh“, wo die niederländische Naturschutzorganisation „Natuurmonumenten“ (Naturdenkmäler) ihren Sitz hat, die bekanntesten. Die Parks und Wälder dieser Landsitze sind sehr schön gelegen, in der Übergangszone zwischen den sandigen Geestböden der Region „Het Gooi“ und dem moorigen, tiefen Polderland zwischen Amsterdam und Utrecht. Dadurch hat dieses Gebiet, obwohl die Waldstücke durch menschliches Eingreifen entstanden sind, einen hohen Naturwert.
In Loosdrecht steht das 1911 nach mittelalterlichem Bauplan erbaute Schloss Sijpesteyn, das ab und zu besichtigt werden kann. Es beherbergt eine interessante Sammlung von Gemälden und Porzellan aus der örtlichen Porzellanmanufaktur aus der zweiten Hälfte des 18. Jahrhunderts.
- Siehe auch Liste von Porzellanmanufakturen und -herstellern

Nederhorst den Berg hat im Dorf ein altes Schloss, Kasteel Nederhorst. Schloss und Kirche liegen auf einer langgestreckten Flugdüne. Es wurde im 13. Jahrhundert als Burg Horst an der Grenze zwischen Holland und dem Hochstift Utrecht erbaut, mehrmals zerstört und nach Niederbrennung durch die Franzosen 1672 als quadratischer Bau mit sechseckigen Türmen neu gestaltet. Ein bekannter Bewohner war der Staatsmann Godart van Reede. 1966 erwarb Marten Toonder das Schloss als Filmstudio; nach einem Großbrand 1971 baute er es wieder auf. 2022 erwarb die Denkmalschutzorganisation Stadsherstel Amsterdam die Anlage und wandelte sie in Wohnungen um. Der Garten ist öffentlich zugänglich. 

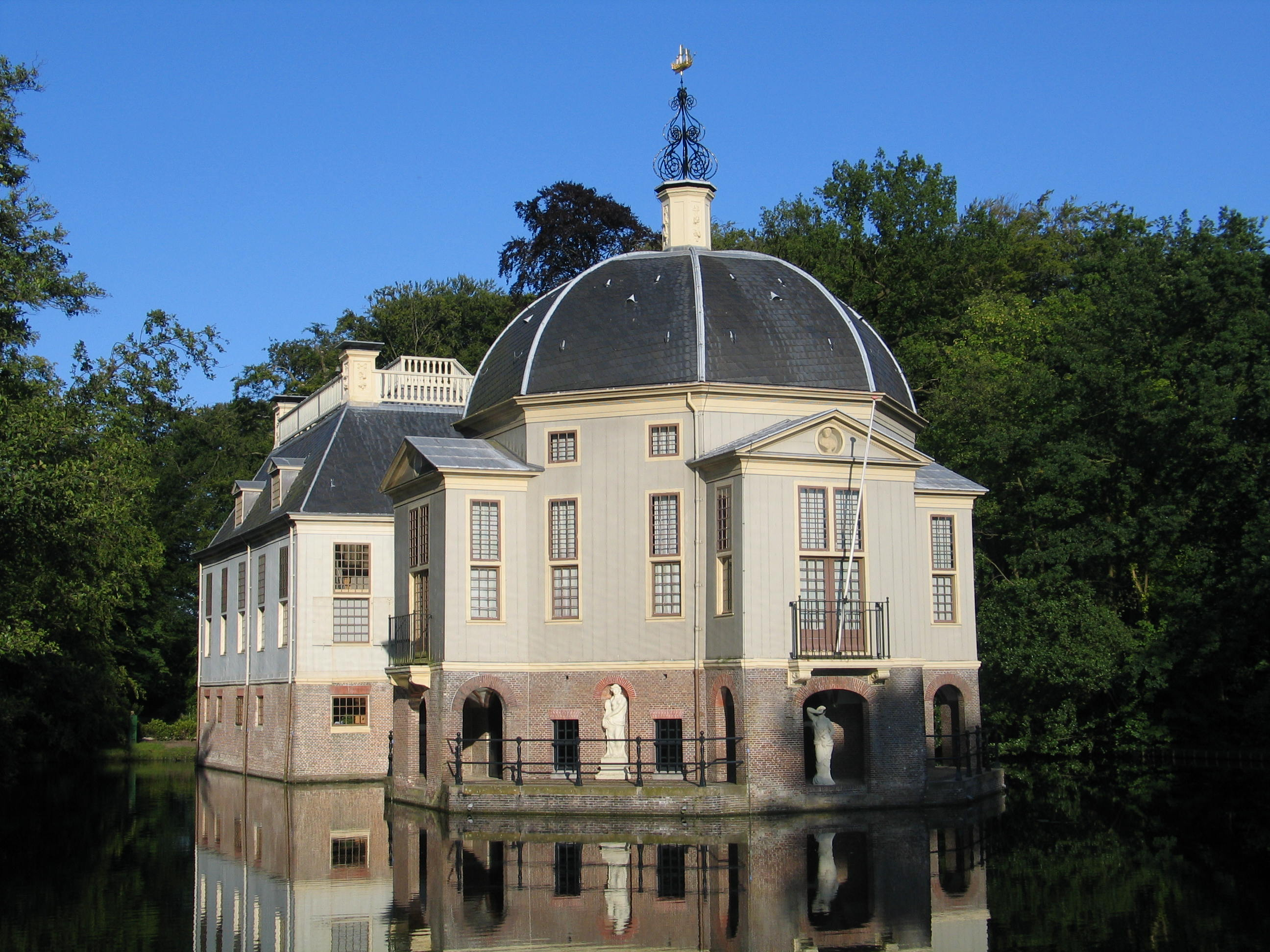
Trompenburgh
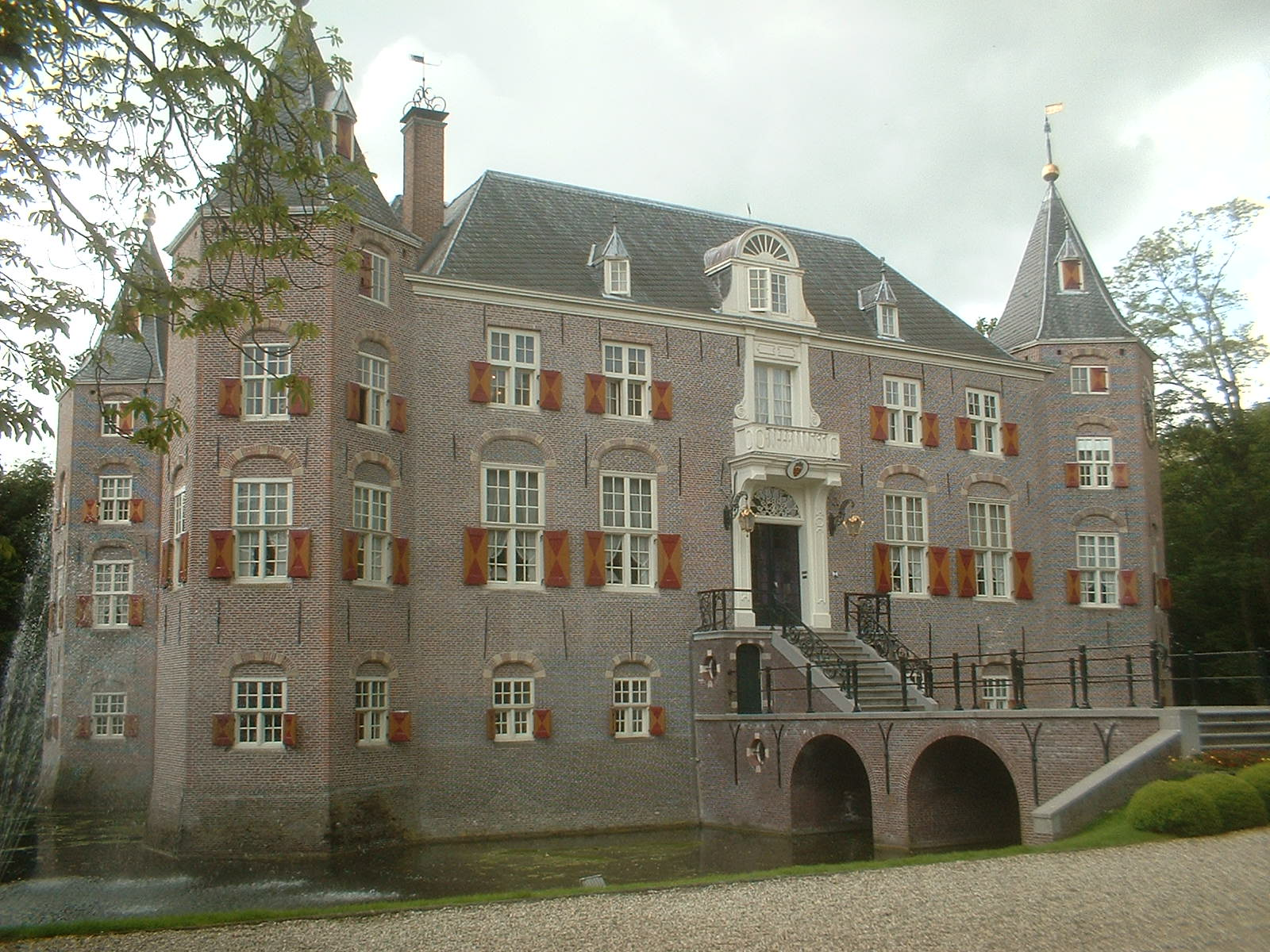
Kasteel Nederhorst

## Politik

### Sitzverteilung im Gemeinderat
In Wijdemeren wird der Gemeinderat seit der Gemeindegründung wie folgt gebildet:
| De Lokale Partij                    | –  | –  | –  | –  | 4  | 8  |
| CDA                                 | 6  | 5  | 3  | 7  | 4  | 3  |
| DorpsBelangen a                     | –  | –  | 9  | 4  | 4  | 2  |
| PvdA                                | 2  | 3  | 2  | 2  | 2  | 2  |
| GroenLinks                          | 1  | 2  | 1  | 2  | 2  | 2  |
| VVD                                 | 4  | 4  | 3  | 3  | 3  | 2  |
| D66                                 | 1  | 0  | 1  | 3  | 2  | 1  |
| ChristenUnie                        | –  | –  | –  | –  | 0  | 1  |
| Onafhankelijk Liberaal              | –  | –  | –  | –  | 0  | –  |
| Dorpsbelangen Loosdrecht a          | 3  | 3  | –  | –  | –  | –  |
| Dorpsbelangen Wijdemeren a b        | –  | 2  | –  | –  | –  | –  |
| Dorpsbelangen ’s-Graveland b        | 2  | –  | –  | –  | –  | –  |
| Dorpsbelangen Nederhorst den Berg b | 0  | –  | –  | –  | –  | –  |
| Gesamt                              | 19 | 19 | 19 | 19 | 19 | 19 |

Anmerkungen

### Bürgermeister
Seit dem 1. April 2024 ist Mark Verheijen (VVD) kommissarischer Bürgermeister der Gemeinde. Zu seinem Kollegium zählen die Beigeordneten Gert Zagt (De Lokale Partij), Ron de Haan (De Lokale Partij) und Els Kruijt (VVD) sowie die Gemeindesekretärin Yvonne Halman-van der Linden.

## Söhne und Töchter der Gemeinde
- Tjalling C. Koopmans (1910–1985), US-amerikanischer Ökonom und Physiker
- Mirjam Pinkhof (1916–2011), Widerstandskämpferin im Zweiten Weltkrieg
- Gustav Leonhardt (1928–2012), Dirigent, Cembalist und Organist
- Arie Aalberts (* 1952), Politiker des Christen-Democratisch Appèl
- Dieuwertje Blok (1957–2025), Moderatorin und Schauspielerin
- Ted Brandsen (* 1959), Balletttänzer und Choreograph
- Nelleke Penninx (* 1971), Ruderin
- Jip Vastenburg (* 1994), Leichtathletin